# Sistema OPUS
O Sistema OPUS (Sistema Unificado do Processo de Obras) é um sistema operacional corporativo, do tipo "Government Resource Planning" (GRP) com inteligência espacial/geográfica (geoprocessamento) para controle de obras e ativos. Foi desenvolvido pelo Exército Brasileiro para o seu uso, sendo considerado um dos maiores sistemas de gestão desenvolvido a nível do Governo Federal brasileiro.
Considerado totalmente inovador, o seu objetivo é o de unificar os procedimentos necessários à administração das Obras Militares, procedimentos esses de responsabilidade da Diretoria de Obras Militares do Brasil.

## Características
O sistema foi concebido com as seguintes características:
- Baseada em Software Livre e Padrões Abertos;
- Aderente às Diretrizes do e-Ping (Padrões de Interoperabilidade dos Sistemas do Governo Federal)
- Plataforma Java Enterprise Edition 5
- Banco de Dados PostgreSQL + PostGIS
- Sistema Operacional Linux (CentOS 5.2 - XEN)
- Tecnologias de Geoprocessamento em Software Livre
- MapServer, GeoServer, OpenLayers, GeoTools, EJB3Spatial.

Entre os seus módulos e funcionalidades, destacam-se:
- Módulo de Solicitação de Obras;
- Módulo de Vistoria Técnica;
- Módulo de GeoGED;
- Cadastro de um documento patrimonial em um imóvel;
- Cadastro de um levantamento topo para divisão do imóvel em parcelas;
- Cadastro de arquivos tipo "*.doc", fotos e projetos (CAD) de uma benfeitoria;
- Consulta por arquivos contidos em um imóvel e benfeitorias;
- Consulta de arquivos (ex: fotografias) de todas as benfeitorias de uma parcela;
- Consulta espacial de todos os documentos do tipo Patrimonial dentro da área de uma cidade (ex: Porto Alegre);
- Download de um arquivo após consulta e visualização dentro do próprio browser.